# Quảng trường São Francisco
Quảng trường São Francisco (tiếng Bồ Đào Nha: Praça São Francisco) nằm tại São Cristóvão, Brasil là một khoảng không gian mở được bao quanh bởi các tòa nhà thời kỳ thuộc địa là Nhà thờ São Francisco, nhà thờ Santa Casa da Misericórdia, cung điện Provincial cùng một số tòa nhà được xây dựng vào những thời gian sau đó. Quần thể này như là ví dụ điển hình của kiến trúc Phan Sinh ở Đông bắc Brasil.
Ngày 1 tháng 8 năm 2010, khu vực rộng 3 hecta (7,4 mẫu Anh) đã được UNESCO công nhận là Di sản thế giới. Nó được quản lý bởi một văn phòng khu vực của Viện Di sản lịch sử và nghệ thuật (IPHAN) phối hợp cùng chính quyền địa phương.